# Anacondas: The Hunt for the Blood Orchid
Anacondas: The Hunt for the Blood Orchid (även kallad Anaconda 2), amerikansk skräckfilm från 2004. Den är regisserad av Dwight H. Little. Filmen är en fristående uppföljare till Anaconda från 1997. Filmen följdes av två direkt till video-filmer, Anaconda 3: Offspring (2008) och Anacondas: Trail of Blood (2009). Ett fel i filmen är att det inte finns några anakondor i Borneo.

## Handling
Långt inne i Borneos djungler växer den mycket sällsynta blodorkidén. Forskare har upptäckt att ur den kan man utvinna ett serum som verkar kunna stoppa åldrandet. Några personer bestämmer sig för att ta sig igenom djungeln för att hitta blomman. Men där blodorkidén växer finns det över 15 meter långa anakondor som gör allt för att försvara sin boplats.

## Rollista
- Johnny Messner - Bill Johnson
- KaDee Strickland - Sam Rogers
- Matthew Marsden - Dr. Jack Byron
- Nicholas Gonzalez - Dr. Ben Douglas
- Eugene Byrd - Cole Burris
- Karl Yune - Tran
- Salli Richardson - Gail Stern
- Morris Chestnut - Gordon Mitchell
- Andy Anderson - John Livingston
- Nicholas Hope - Christina Van Dyke

## Tagline
- Jägarna blir de jagade!
- The hunters will become the hunted.